# Csillagköd

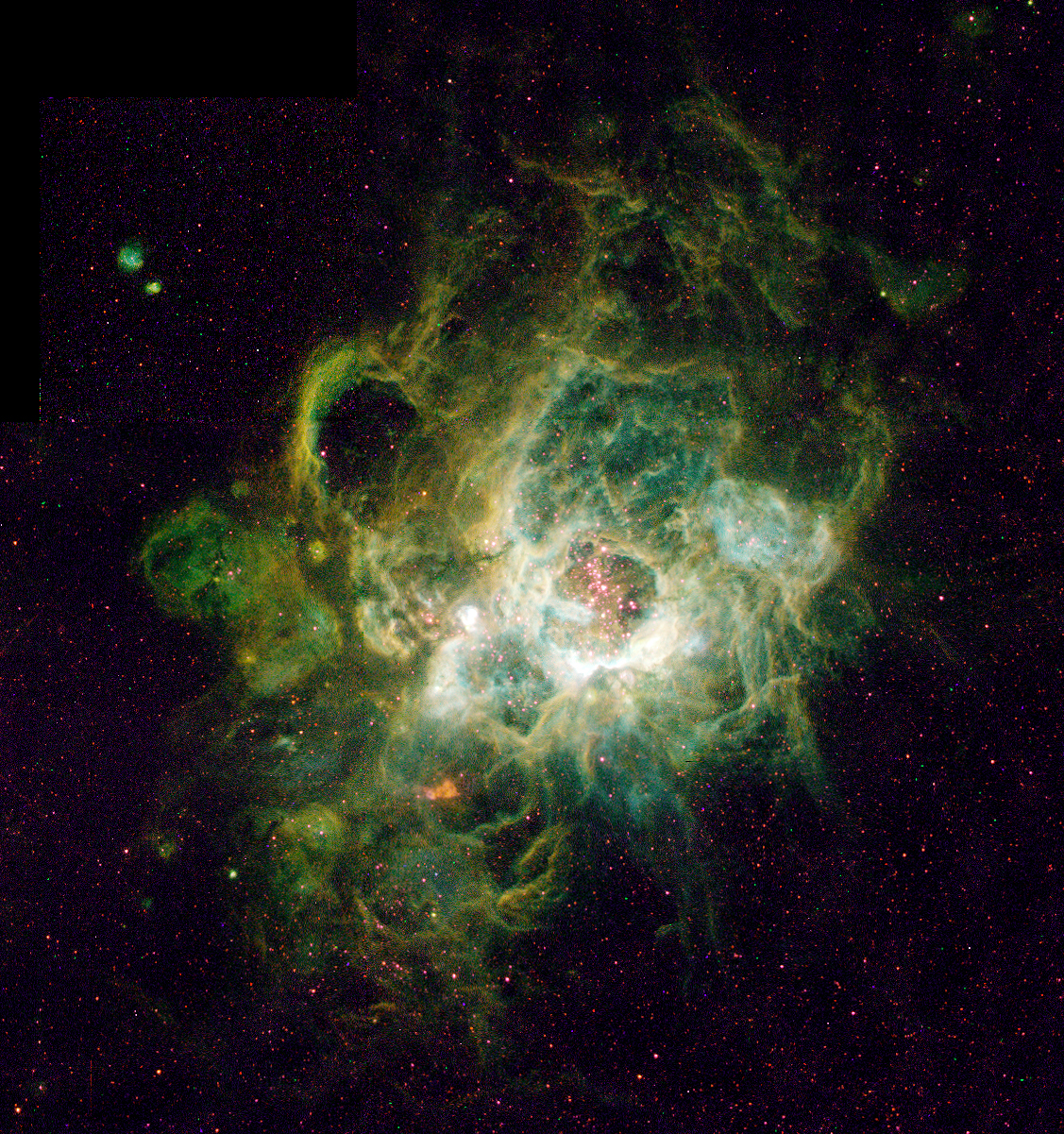
Az NGC 604 a Triangulum-galaxis egyik spirálkarjában található, 2.7 millió fényévre a Földtől. A köd belsejében csillagképződés zajlik.

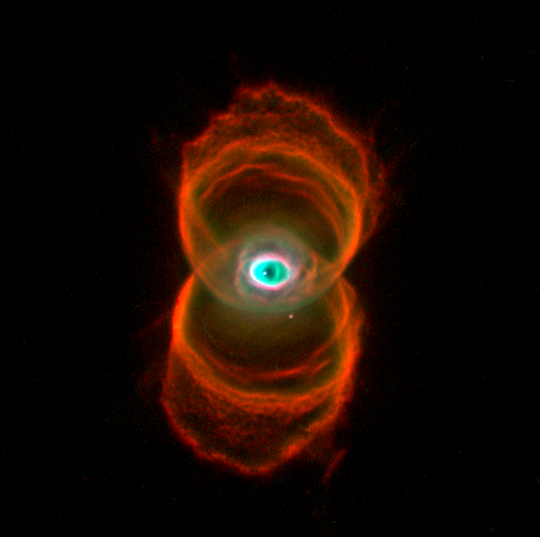
Az MyCn18 egy fiatal planetáris köd 8000 fényév távolságra. Ezt a hamisszínes felvételt a Hubble-űrtávcső készítette.

A csillagköd vagy nebula csillagközi porból, gázból és plazmából álló csillagközi felhő. A csillagköd kifejezést kezdetben az összes mélyégobjektumra alkalmazták, még a Tejútrendszeren kívüli galaxisokra is, például az Androméda-galaxist gyakran nevezik a köznyelvben Androméda-ködnek.

## A csillagködök típusai
A csillagködöket a megvilágításuk módja szerint csoportosítják:
- A diffúz nebulák világító csillagködök.
  - Az emissziós ködök ionizált gázokból állnak, ezért a köd anyaga világít. A leggyakoribb emissziós ködök a H II régiók és a planetáris ködök.
  - A reflexiós ködök anyaga a közeli csillagok fényét tükrözi vissza, jó példa erre a Plejádok körül látható NGC 1435 jelű reflexiós köd.
- A planetáris ködök haldokló csillagok körül kialakult gázburkok, amelyek az ionizált anyaguk miatt világítanak.
- A szupernóva-maradványok általában nagy sebességgel távolodnak a szülőcsillaguktól és a lassabb csillagközi anyaggal történő ütközés következtében felforrósodnak, világítani kezdenek.
- A sötét ködök csak akkor érzékelhetők amikor más csillagokat vagy világító ködöket takarnak el. Jellegzetes sötét köd a Lófej-köd az Orion csillagképben, vagy a Szeneszsák-köd a Dél Keresztje csillagképben.